# Défense mobilité
 (septembre 2013).
Si vous disposez d'ouvrages ou d'articles de référence ou si vous connaissez des sites web de qualité traitant du thème abordé ici, merci de compléter l'article en donnant les références utiles à sa vérifiabilité et en les liant à la section « Notes et références ».

Logo de l'agence Défense Mobilité.

Défense Mobilité est l'agence de reconversion de la défense, un service ministériel dépendant de la direction des ressources humaines du ministère des armées. L’agence est chargée de la transition professionnelle des ressortissants de la Défense, à savoir les militaires issus de l’Armée de Terre, de la Marine et de l’Armée de l’Air, du personnel civil du ministère, de leur conjoint ainsi que ceux de la gendarmerie. 

## Historique
Défense Mobilité est née en juin 2009, à la suite du regroupement des trois anciens services de reconversion des armées, Marine Mobilité, Air Mobilité et Terre Reconversion. Le but était de renforcer la qualité de l’accompagnement des candidats dans leur projet de transition professionnelle vers un emploi dans le secteur privé ou la fonction publique.